# 蒙泰什鲁
蒙泰什鲁（法語：Montécheroux，法語發音：[mɔ̃teʃʁu]）是法国杜省的一个市镇，位于该省东部，属于蒙贝利亚尔区。

## 地理
蒙泰什鲁（47°21'0"N, 6°48'22"E）面积13.13 平方千米，位于法国勃艮第-弗朗什-孔泰大區杜省，该省份为法国东部内陆省份，北起上索恩省，西接汝拉省，东部及东南部与瑞士接壤，东北部与贝尔福地区省接壤。
与蒙泰什鲁接壤的市镇（或旧市镇、城区）包括：皮埃尔方丹-莱布拉蒙、沙姆索勒、利耶布维莱尔、努瓦尔方丹、蓬德鲁瓦德-韦尔蒙当、圣伊波利特。

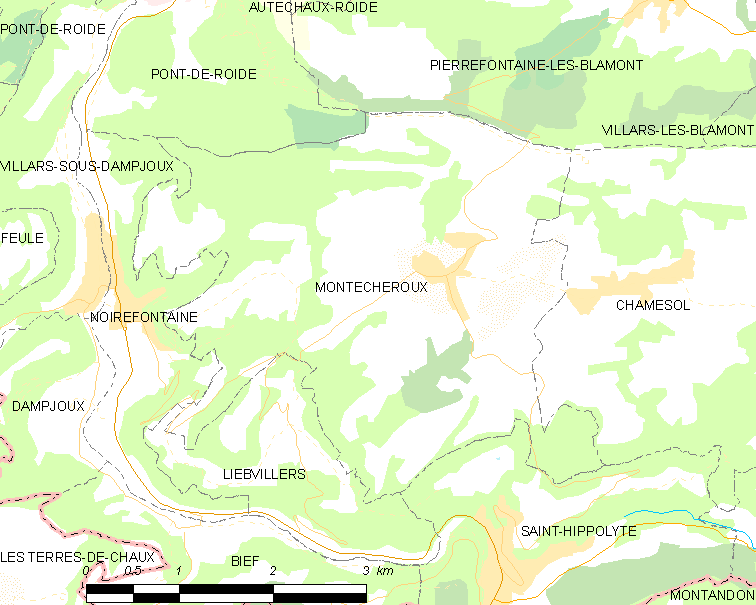
蒙泰什鲁的OSM定位图

蒙泰什鲁的时区为UTC+01:00、UTC+02:00（夏令时）。

## 行政
蒙泰什鲁的邮政编码为25190，INSEE市镇编码为25393。

## 政治
蒙泰什鲁所属的省级选区为迈什县。

## 人口

1962-2008年间蒙泰什鲁人口变化图示

蒙泰什鲁于2022年1月1日时的人口数量为557人。